# Марьины
 Марьины  — деревня в Свечинском районе Кировской области.

## География
Расположена у восточной границы районного центра поселка Свеча.

## История
Известна с 1748 года починок Мутелягинский, в 1764 году 21 житель, в 1873 (Мутыляжский или Марьин) 1 и 10, в 1905 4 и 54, в 1926 (деревня Марьины или Ефрема Марьина, Мотыляжский) 10 и 44, в 1950 10 и 35, в 1989 176 жителей. Настоящее название утвердилось  с 1939 года. 

## Население
Постоянное население составляло 170 человек (русские 98%) в 2002 году, 186 в 2010.